# Mohamed Ali Yousfi
Mohamed Ali Yousfi (arabe : محمد علي اليوسفي), né le 3 mars 1950 à Béja, est un écrivain et traducteur tunisien.

## Biographie
Licencié en philosophie et sciences sociales, il termine son troisième cycle dans une université libanaise. Il publie dans un premier temps à Tunis puis au Moyen-Orient (Amman, Beyrouth et Damas).
En 1992 paraît son premier roman : L'heure des lutins. Son deuxième roman paraît cinq ans plus tard : Soleil des tuiles.
Il propose par ailleurs une interprétation originale des textes concernant l'intifada palestinienne dans un ouvrage de critique littéraire, L'Alphabet de la pierre. Mais il traduit surtout divers auteurs en arabe : Gabriel García Márquez, Miguel Ángel Asturias, Alejo Carpentier, Shichirō Fukazawa, Álvaro Cepeda Samudio, Chrystine Brouillet, Octavio Paz, une anthologie de la poésie grecque ou la biographie de Níkos Kazantzákis.

## Publications

### Romans
- L'heure des lutins (1992)
- Soleil des tuiles (1997)
- Le royaume de l'Oukhaidar (2001)
- Hier Beyrouth (2002)
- Dentella (2005)
- Seuils du paradis (2007)

### Poésies
- Lisière de la terre  (1988)
- La Nuit des ancêtres (1998)
- Une sixième femme pour les sens (1998)
- La nuit des descendants (2008)

## Traductions

### Poésie
- Liberté sur parole (poésie) de Octavio Paz (1983)
- Eloge de la lumière (choix de poèmes grecs) (1994)
- Sentiers du vent (choix de poèmes) de Pierre Emmanuel, René Char, Alain Bosquet et Eugène Guillevic
- J'étais un arbre... (poèmes orientaux) de Octavio Paz (2008)

### Romans
- Récit d'un naufragé de Gabriel García Márquez (1980 puis 2008)
- L'Automne du patriarche de Gabriel García Márquez (1981 puis 2005)
- Le Pape vert de Miguel Ángel Asturias (1981 puis 2008)
- Narayama de  Shichirō Fukazawa (1982 puis 2008)
- Le royaume de ce monde de  Alejo Carpentier (1982 puis 2008)
- La Grande Maison de Álvaro Cepeda Samudio (1986)
- Une nuit très longue de  Chrystine Brouillet (1994)
- Balzac et la petite tailleuse chinoise de Dai Sijie (2004)

### Biographie
- Le dissident (biographie de Níkos Kazantzákis) par Eleni Kazantzákis (1994)

### Études et essais
- Les débuts de la philosophie bourgeoise de Max Horkheimer (1981)
- Balzac et le réalisme français de Georg Lukács (1985)
- Théorie de la religion de Georges Bataille (2007)
- Fragments choisis de Emil Cioran (2008)

### Cinéma
- La Révolution française à l'écran de Roger Icart (2003)
- Un siècle de cinéma français de Éric Leguèbe (2005)

### Récit de voyage
- De Tunis à Kairouan de Guy de Maupassant (2004)